# Faktor mitochondriálního dělení
MFF (faktor mitochondriálního dělení; "mitochondrial fission factor") je protein, který je u človeka kódován genem MFF. Jeho hlavní úlohou je kontrola mitochondriálního dělení. Bylo také prokázáno, že reguluje morfologii peroxizomů.

## Role v mitochondriálním dělení
MFF je protein vnější mitochondriální membrány, který se váže na GTPázu DRP1; komplex MFF-DRP1 podporuje dělení mitochondrií. Vyřazení MFF ("knockdown") způsobuje zvětšení mitochondriální sítě (uvolněním ohnisek DRP1 z vnější mitochondriální membrány), zatímco nadměrná exprese MFF ("overexpression") způsobuje její fragmentaci díky stimulaci mitochondriálního náboru DRP1.